# 10208 Germanicus
10208 Germanicus è un asteroide della fascia principale. Scoperto nel 1997, presenta un'orbita caratterizzata da un semiasse maggiore pari a 2,2351908 au e da un'eccentricità di 0,2013663, inclinata di 4,56197° rispetto all'eclittica.
L'asteroide è dedicato al generale romano Germanico, padre dell'imperatore Caligola.